# Claudia Christianová
Claudia Ann Christianová (* 10. srpna 1965 Glendale, Kalifornie) je americká herečka.
V televizi se poprvé objevila v epizodní roli v seriálu Dallas (1984), v průběhu 80. let hostovala v různých seriálech jako T.J. Hooker, Mike Hammer, Outlaws, We Got It Made, Quantum Leap či Jake a Tlusťoch, hrála též ve filmech Tajemné zlo (1987) a Maniac Cop 2 (1990). Pravidelnou roli dostala v roce 1985 v mýdlové opeře Berrenger's, která ale byla po 12 dílech zrušena. V 90. letech hrála např. v seriálech Matlock, To je vražda, napsala, Právo v Los Angeles, Columbo a Highlander, z filmů se objevila např. ve snímku Senzační únos (1994). V letech 1994–1997 (po čtyři sezóny) hrála ve sci-fi seriálu Babylon 5 Susan Ivanovovou, prvního důstojníka stejnojmenné vesmírné stanice. Ivanovovou ztvárnila též v závěrečném díle celého seriálu na konci páté řady („Sleeping in Light“) a ve dvou navazujících televizních filmech: Babylon 5: Na počátku a Babylon 5: Třetí prostor (oba 1998). Po roce 2000 se objevila např. v seriálech Lovci pokladů, Policie New York a Everwood, pravidelné role dostala v seriálech Starhyke a Broken News, v celovečerních snímcích hrála např. v animovaném filmu Atlantida: Tajemná říše (2001) nebo akčním snímku Na pokraji smrti (2002).